# Gabriele Catalano
Gabriele Catalano  (* 25. Mai 1934 in Palermo; † 1990 in Neapel) war ein italienischer Romanist, Italianist und Komparatist.

## Leben
Catalano studierte in Neapel bei dem Germanisten Italo Maione (1891–1971) und lebte anschließend in Deutschland und Frankreich. Er kehrte nach Neapel zurück und wandte sich unter der Betreuung von Salvatore Battaglia der Italianistik zu. Er lehrte ab 1967 an der Universität Messina moderne italienische Literaturgeschichte und ab 1974 an der Universität Neapel Geschichte der Literaturkritik.

## Werke

### Guido Piovene
- Lo scatto della libertà. Saggio su Guido Piovene [1907–1974], Florenz 1966
  - Guido Piovene, Florenz 1972
- Costanti tematiche nell’opera narrativa di Guido Piovene, Neapel 1974
- (Hrsg.) Guido Piovene, Verità e menzogna. Romanzo, Mailand 1975
- Sulla elaborazione di «Verità e menzogna» di Guido Piovene (con inediti), in: Critica letteraria 8, 27, 1980, S. 244–365

### Weitere Werke
- Appunti di grammatica storica dell’antico e del medio-alto-tedesco, Neapel 1958
- Il canto dei Nibelunghi (Testo antologico. Traduzione. Note), Neapel 1961
- Riflessioni sul primo De Roberto: «Arabeschi», «La sorte», Neapel 1965, 1975 (Federico De Roberto)
- Momenti e tensioni della Scapigliatura, Mailand/Messina 1969
- La deformazione, Neapel 1972
- Vittorio Betteloni [1840–1910] e la poesia verista del secondo Ottocento, Neapel 1972
- I cancelli dell’Ermitage. Interferenze e letture critiche, Neapel 1974

### Weitere Herausgebertätigkeit
- (Hrsg.) Emilio Praga, Opere, Neapel 1969
- (Hrsg.) Cletto Arrighi (1828–1906), La canaglia felice, Novara 1971
- (Hrsg.) Roberto Sacchetti (1847–1881), Cesare Mariani. Racconto, Florenz 1973
- (Hrsg.) Giovanni Faldella (1846–1928), Donna Folgore, Mailand 1974
- (Hrsg.) Teoria della critica contemporanea. Dalla stilistica allo strutturalismo, Neapel 1974
- (Hrsg.) Vittore Pansini (1875–1953), Lettere ad Algol. Notizie dall'ignoto, Neapel 1977
- (Hrsg.) Da Verga a Eco. Strutture e tecniche del romanzo italiano, Neapel 1989